# Dietrich Siegl

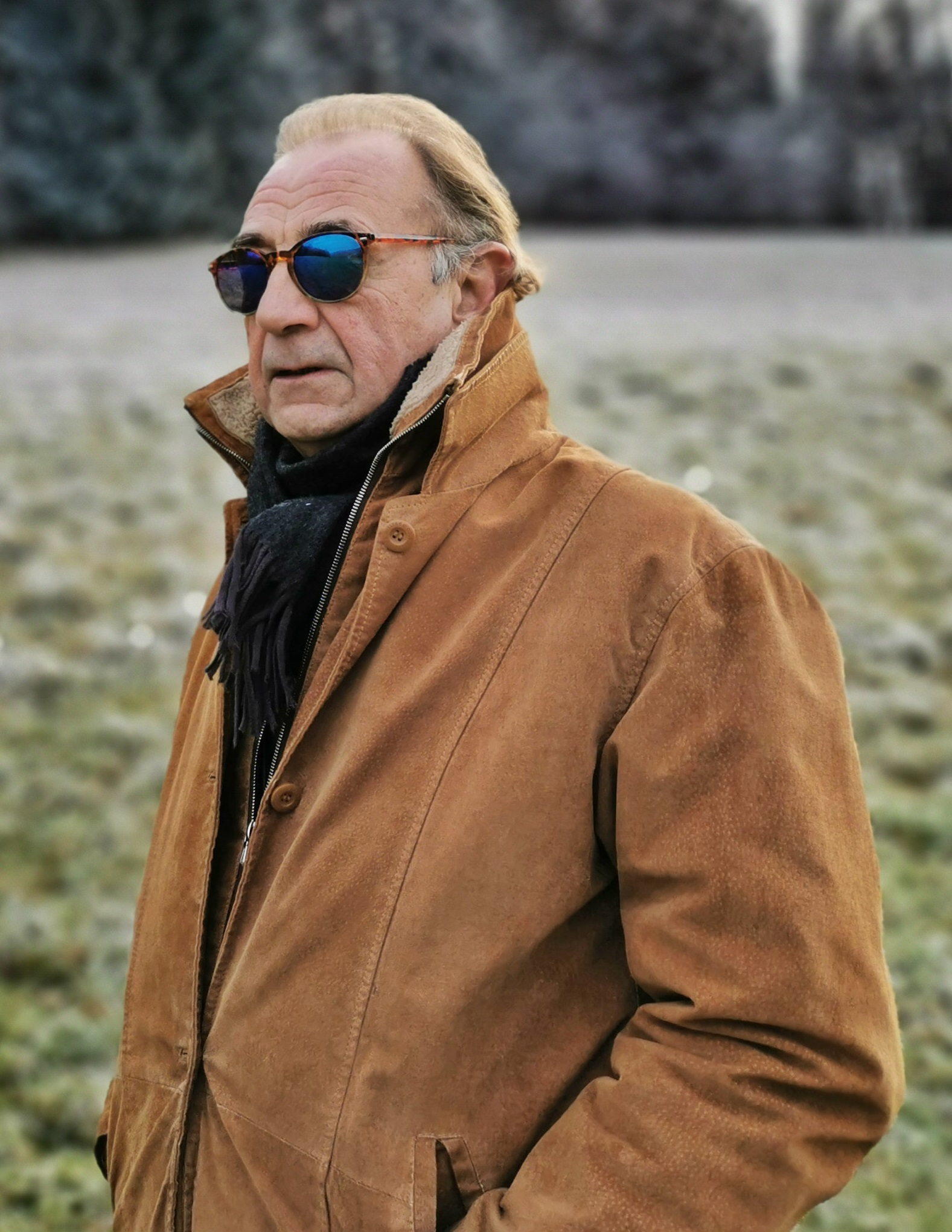
Dietrich Siegl (2020)

Dietrich Siegl (* 18. März 1954 in Wien) ist ein österreichischer Schauspieler und Hörspielsprecher.

## Leben
Als Sohn des Schauspielerehepaares Ingrid Burkhard und Hannes Siegl wuchs Dietrich Siegl zunächst in Bonn und dann in Zürich auf.
Nach ersten Bühnenerfahrungen am Grazer Kabarett „Die Tellerwäscher“ spielte Siegl von 1974 bis 1980 am Landestheater Linz. Es folgten Engagements am Wiener Theater der Courage, am Theater Bonn, an der Freien Volksbühne Berlin, am Theater in der Josefstadt, am Wiener Volkstheater, bei den Salzburger Festspielen und am Wiener Burgtheater.
Einem Millionenpublikum bekannt wurde Siegl vor allem als Tennislehrer Stefan Nossek in der ARD-Serie Lindenstraße, welche er von Dezember 1985 (Folge 1) bis Juni 1988 (Folge 132) spielte. In dieser Rolle hatte er zahlreiche Affären mit Frauen, war in dubiose Geschäfte verwickelt, erblindete durch eine Schussverletzung und starb letztendlich bei einem Verkehrsunfall. Ebenfalls im Jahr 1985 spielte er in dem Fernsehfilm Erdsegen. In den 1980er und 1990er Jahren veröffentlichte er Tonträger und gab Konzerte (u. a. 1981 im Linzer Brucknerhaus mit der anarcho-dadaistischen Band „tsiegen-foot-music“), ab 2004 trat er mit teilweise musikalischen Soloprogrammen auf.
Von 2005 bis 2018 spielte Siegl den Chef der Ermittlergruppe Oberst Otto Dirnberger in der Kriminalserie SOKO Wien. Siegl ist bis heute als Schauspieler aktiv und wirkte mittlerweile in über 70 Film-und-Fernsehproduktionen mit.
Siegl lebt abwechselnd in Wien und in Niederösterreich. Er ist Vater einer Tochter.

## Theaterrollen (Auswahl)
- „Orest“ in Iphigenie auf Tauris von Johann Wolfgang von Goethe
- „Muley Hassan“ in Die Verschwörung des Fiesco zu Genua von Friedrich Schiller
- „Alan Strang“ in Equus von Peter Shaffer; Regie: Alfred Stögmüller
- 1974–1980: „Spiegelberg“ in Die Räuber von Friedrich Schiller (Landestheater Linz)
- 1982: „Hauptrolle“ in Gespenster von Wolfgang Bauer (Bühnen der Stadt Bonn)
- 1984: „Alfred“ in Geschichten aus dem Wiener Wald von Ödön von Horváth (Theater in der Josefstadt); Regie: Michael Kehlmann, mit Maria Bill als „Marianne“
- 1984: „Titelrolle“ in Der Frosch von Herbert Achternbusch (Ensembletheater Wien)
- 1989–1990: „Luigi“ in Bezahlt wird nicht von Dario Fo (Volkstheater Wien); Regie: Dieter Berner, mit Heinz Petters und Andreas Vitásek
- 1990–1992: diverse Komödienrollen in den Wiener Kammerspielen, Boulevardspielstätte des Theater in der Josefstadt, so z. B. „Ken“ in Gerüchte, Gerüchte (Rumors) von Neil Simon, mit Heinz Marecek, Konstanze Breitebner und Marianne Mendt
- 1997: „Nathan Detroit (Pepi Nowak)“ in der wienerischen Fassung von Guys and Dolls (Strizzis und Mizzis) von Frank Loesser (Metropol Wien), mit Karlheinz Hackl als „Sky Masterson (Sigi Master)“
- 1998–2000: „Dr. Löwenstein“ in Professor Bernhardi von Arthur Schnitzler; Regie: Achim Benning, mit Karlheinz Hackl in der Titelrolle und Erwin Steinhauer als Kultusminister (Burgtheater)
- 2006–2010: Tourneen durch die deutschsprachigen Länder und Aufführungsserien in der Komödie im Bayerischen Hof, München, als „Julien Deforges, Zahnarzt“ in Die Kaktusblüte von Pierre Barillet und Jean-Pierre Grédy, mit Susanne Uhlen in der Titelrolle.
- 2009–2010: „Merkel Franz“ in Kasimir und Karoline von Ödön von Horváth, mit Roland Düringer als Kasimir, Landestheater Niederösterreich
- 2011–2012: „Heinz“ in Blütenträume von Lutz Hübner (Wiener Kammerspiele), mit Tatja Seibt, Heribert Sasse, Erich Schleyer, Marianne Nentwich, Anna Franziska Srna, Bigi Fischer und Peter Scholz

## Filmografie (Auswahl)
- 1981: Zechmeister
- 1982: Wohin und zurück – Teil 1: An uns glaubt Gott nicht mehr – Ferry oder Wie es war; Regie: Axel Corti
- 1983: Lebenslinien; Regie: Käthe Kratz (Fernsehserie, Folge Elisabeth – Die Erde versinkt)
- 1984: Malambo; Regie: Milan Dor
- 1984: …beschloss ich Politiker zu werden; Regie: Lukas Stepanik
- 1984: Wiener Klatsch
- 1985: Abschiede; Regie: Gedeon Kovacs
- 1985: Erdsegen
- 1985: Coconuts
- 1985–1988: Lindenstraße (Fernsehserie, 132 Folgen)
- 1987: Duett in Bonn
- 1987: Kommissar Zufall
- 1987: Heiteres Bezirksgericht
- 1988: Singen kann der Mensch auf unzählige Arten; Regie: Gernot Friedel
- 1989: Peter Strohm: Der Mohr hat seine Schuldigkeit getan (Fernsehreihe)
- 1989: Roda Roda (Fernsehserie, 12. Folge)
- 1991: Besuchszeit
- 1992: Die Arbeitersaga (TV-Mehrteiler)
- 1992: Kaisermühlen Blues (Fernsehserie, 6 Folgen)
- 1992: Vier Frauen sind einfach zuviel; Regie: Hartmut Griesmayr
- 1992: Benny’s Video
- 1993–1995: Ärzte (Fernsehserie, 4 Folgen)
- 1993: Zigeunerleben; Regie: Susanne Zanke
- 1993: Justiz
- 1994: Dicke mit Taille; Regie: Heide Pils
- 1994: Ein Bock zuviel
- 1994: Die Gerichtsreporterin (Fernsehserie, 1 Folge)
- 1994: Air Albatros
- 1995–2002: Kommissar Rex (Fernsehserie, 2 Folgen, verschiedene Rollen)
- 1995: Spitzenleistung; Regie: Gernot Friedel
- 1995: Verkaufte Seele; Regie: Anton Reitzenstein
- 1996: Azzurro; Regie: David Rühm
- 1997: Parkhotel Stern (Fernsehserie, 1 Folge)
- 1997: Stockinger (Fernsehserie, 1 Folge)
- 1998: Der Fahnder (Fernsehserie, 1 Folge)
- 1998: Wut im Bauch
- 1998: Polizeiruf 110: Tod und Teufel (Fernsehreihe)
- 1998: Die Neue – Eine Frau mit Kaliber (Fernsehserie, 2 Folgen)
- 1999: Schloßhotel Orth (Fernsehserie, Folge: Rosen für Zimmer 8)
- 2000: Tatort: Passion
- 2000: Die Ehre der Strizzis
- 2000: Julia – Eine ungewöhnliche Frau (Fernsehserie, Folge: Abschiede)
- 2000: Polt Muss weinen
- 2001–2004: Die Verbrechen des Professor Capellari (Fernsehserie, 9 Folgen)
- 2001: Tatort: Tödliche Tagung
- 2004: Bauernprinzessin
- 2005: Zores; Regie: Anja Jacobs
- 2005–2011: Um Himmels Willen (Fernsehserie, 13 Folgen)
- 2005–2018: SOKO Donau (Fernsehserie, 192 Folgen)
- 2012: Meine Tochter, ihr Freund und ich
- 2015: Benatzky!; Regie: Thomas Macho (Musikdoku über das Leben von Ralph Benatzky)
- 2017: Private Banking (TV-Zweiteiler)
- 2019: Amen Saleikum – Fröhliche Weihnachten
- 2021: Die Toten von Salzburg – Schwanengesang (Fernsehreihe)
- 2022: Schrille Nacht
- 2023: Schnell ermittelt (Fernsehserie, Folge: Therese Hasenauer-Kralik)

## Hörspiele (Auswahl)
- 1974: Roswitha Zauner: Ein Geständnis – Regie: Ferry Bauer (Hörspiel – ORF Oberösterreich)
- 1977: Marcel Pagnol: Cesar – Regie: Ferry Bauer (Hörspielbearbeitung – ORF Oberösterreich)
- 1977: Marianne Schönbeck: Im glitzernden Zimmer – Regie: Ferry Bauer (Hörspiel – ORF Oberösterreich)
- 1977: Friederike Mayröcker: Land Art – Regie: Ferry Bauer (Hörspielbearbeitung – ORF Oberösterreich)
- 1977: Friedrich Ch. Zauner: Zieleinlauf (1. Radrennfahrer) – Regie: Ferry Bauer (Hörspiel – ORF Oberösterreich)
- 1977: Harald Kislinger: Yesterday – Regie: Ferry Bauer (Hörspiel – ORF Oberösterreich)
- 1978: Heinrich Böll: Der Mönch und die Räuber – Regie: Ferry Bauer (Original-Hörspiel – ORF Oberösterreich)
- 1978: Alexander Solschenizyn: Kerze im Wind – Regie: Ferry Bauer (Hörspiel – ORF Oberösterreich)
- 1978: Oskar Zemme: Mennige/Die Klingel (B) – Regie: Ferry Bauer(Hörspiel – ORF/SFB)
- 1978: Christian Wallner: In meiner Heimat Ordnung und Ruhe – Regie: Ferry Bauer (Originalhörspiel – ORF Oberösterreich)
- 1979: Richard Austin: Schrecksekunden – Regie: Ferry Bauer (Originalhörspiel, Kriminalhörspiel – ORF Oberösterreich)
- 1979: Anestis Logothetis: Menetekel oder Das Bombengeschäft – Regie: Anestis Logothetis (Elektroakustisches Musikhörspiel – ORF Oberösterreich)
- 1981 Oskar Willner: Alles gerettet, Kaiserliche Hoheit (Adametz, Breithofer) Bearbeitung und Regie: Götz Fritsch (Hörspielbearbeitung – ORF Wien)
- 1982: Gerlinde Obermeir: Salamander in Nepal (Reinhold) – Regie: Alfred Pittertschatscher (Hörspiel – ORF Oberösterreich/DRS)
- 1984: Irene Kabanyi: Die Liebe, die Lie-Hiebe ist eine Himmelsmacht – Regie: Claudia Luchesi (Originalhörspiel – ORF Wien)
- 1984: Gerald Jatzek, Beppo Beyerl: Wer haglich is, bleibt über (Ferry) – Regie: Götz Fritsch (Hörspiel – ORF Wien)
- 1985: Pavel Landovský: Der Umweg (Malek Jan) – Regie: Robert Matejka (Hörspiel – RIAS Berlin/SR)
- 1990: Wolfgang Palka: Die Wehleidigen (Gabriel) – Regie: Götz Fritsch (Hörspiel – ORF)
- 1995: Peter Jacobi: Kurtis Kunde (Kurti) – Regie: Robert Matejka (Originalhörspiel, Kriminalhörspiel – SFB)
- 2001: Margit Schreiner: Gefühle (Franz) – Regie: Robert Matejka (Originalhörspiel – DLR/ORF)
- 2002: Margit Schreiner: Zu Fuß über die Alpen (Freddy) – Regie: Katharina Weiß (Originalhörspiel – ORF/Stefan Kanis/MDR)
- 2003: Erwin Riess: Bomben auf Venedig (Pokorny) – Regie: Götz Fritsch (Hörspielbearbeitung – ORF)
- 2006: Margit Schreiner: Die Überquerung des Kvaner (Franz) – Regie: Katharina Weiß (Hörspiel – ORF)
- 2009: Joseph Roth: Die Geschichte von der 1002. Nacht (2 Teile) (u. a. Stationsvorstand, Schah, Zeremonienmeister, Geheimpolizist Sedlacek, Lissauer, Geliebter der Mizzi, Erzähler) – Regie: Robert Matejka (Hörspielbearbeitung – DLR/ORF)
- 2013: Daniel Kehlmann: Geister in Princeton (Strinetzki) – Bearbeitung und Regie: Norbert Schaeffer (Hörspielbearbeitung – NDR/ORF)

Quellen: Ö1-Hörspieldatenbank und ARD-Hörspieldatenbank